# 武石正憲
武石 正憲（たけいし まさのり）は、日本のアマチュア天文家。北海道浜頓別町在住。いくつかの小惑星を発見している。
個人天文台を地域に開放し、夜空の明るさの増大防止を呼びかけるなどして、1999年に「星空の街・あおぞらの街」全国協議会会長賞を受賞している。
浦田武によって発見された小惑星武石の名は彼にちなむ。